# Тиам, Идрисса
Идрисса Тиам (араб. إدريسا تيام‎; фр. Idrissa Thiam; род. 2 сентября 2000, Sebkha, Западный Нуакшот) — мавританский футболист, левый вингер клуба «Аль-Месаймер» и национальной сборной Мавритании.

## Карьера

### Начало карьеры
Воспитанник «АСАК Конкорде». В 2017 году был переведён в основную команду. В сентябре 2019 года отправился в аренду в резервную команду «Кадиса». Дебютировал за клуб во втором дивизионе 17 ноября 2019 года в матче против «Дон Бенито». Первым голом отличился 8 марта 2020 года в своём заключительном матче сезона против клуба «Талавера». В июне 2020 года по окончании аренды перешёл в резервную команду «Кадиса». После перехода в клуб почти не получал игровой практики, лишь единожды выйдя на поле 3 января 2021 года в матче против «Атлетико Санлукеньо».
В феврале 2021 года отправился в аренду в клуб «Пенья Депортива». В марте 2021 года, так и не дебютировав за клуб, покинул команду и вернулся в мавританский клуб «АСАК Конкорде». Вместе со своим родным мавританским клубом участвовал в Кубке Конфедерации КАФ где провёл 4 матча, в которых отличился 2 забитыми голами. 

### «Луго»
В январе 2022 года стал игроком испанского клуба «Луго». Сразу же отправился выступать в резервную команду «Полворин». Дебютировал за резервную команду 2 февраля 2022 года в матче против «Ноя». В своём следующем матче 6 февраля 2022 года отличился забитым голом. Также записал в свою копилку дубль в матче 3 апреля 2022 года против клуба «Эстраденсе». Также в мае 2022 года привлекался к играм с основной командой клуба «Луго» в Сегунде, однако за клуб так и не дебютировал. В общем счёте за резервную команду футболист в сезоне провёл 13 встреч, в которых отличился 5 забитыми голами.
Дебютировал за «Луго» 21 августа 2022 года в матче против «Тенерифе». Первым результативным действием за клуб отличился 17 сентября 2022 года в матче против клуба «Вильярреал B», отдав голевую передачу. Затем футболист отправился выступать за вторую команду клуба, за которую первый матч сыграл 16 октября 2022 года против клуба «Компостела». Своим первым голом в сезоне отличился 4 февраля 2023 года в матче против клуба «Реал Вальядолид B». В матче 16 апреля 2023 года против клуба «Реал Овьедо B» футболист отличился забитым хет-триком. С мая 2023 года футболист снова стал получать игровую практику в составе «Луго», однако по итогу сезона закончил чемпионат на последнем месте в турнирной таблице и выбыл в Первый дивизион. Новый сезон за клуб начал 27 августа 2023 года с матча против клуба «Теруэль», выйдя на замену на 73 минуте. Однако затем в конце августа 2023 гола покинул испанский клуб.
В конце августа 2023 года футболист перешёл в катарский клуб «Аль-Месаймер».

## Международная карьера
В октябре 2020 года был вызван в национальную сборную Мавритания. Дебютировал за сборную 9 октября 2020 года в товарищеском матче против Сьерра-Леоне. Затем выступал в квалификационных матчах Кубка африканских наций, где единственную игру провёл 15 ноября 2020 года против Бурунди. 
Вместе со сборной выступал на Кубке африканских наций 2021 года, однако занял последнее место в группе и выбыл с турнира. Вышел на поле во всех 3 матчах группового этапа.